# Peter Bergstrandh
Peter Bergstrandh, född 20 januari 1961 i Täby, är en svensk musiker (basist), kompositör och sångtextförfattare. Har än mest känd som grundare av, och medlem i, Lustans Lakejer 1977–1982. Han lämnade sedan musikvärlden. Han har arbetat på Utrikesdepartementet, Enheten för Östeuropa och Centralasien.[källa behövs]